# Ödsmål och Åsebyberg
Ödsmål och Åsebyberg – miejscowość (tätort) w Szwecji, w regionie administracyjnym (län) Västra Götaland, w gminie Kungälv.
Według danych Szwedzkiego Urzędu Statystycznego liczba ludności wyniosła: 257 (31 grudnia 2015), 283 (31 grudnia 2018) i 299 (31 grudnia 2019).